# Megapenthes dajuensis
Megapenthes dajuensis là một loài bọ cánh cứng trong họ Elateridae. Loài này được Schimmel miêu tả khoa học năm 2004.